# پرچم جزایر سلیمان
پرچم جزایر سلیمان در تاریخ ۱۸ نوامبر ۱۹۷۷ به رسمیت شناخته شد.

## ساختار
پنج ستارهٔ موجود در بالا سمت چپ پرچم به نشانهٔ پنج گروه جزیرهٔ اصلی است. رنگ آبی نشانهٔ اقیانوسی است که آنها را احاطه کرده و رنگ سبز نیز نشانهٔ خشکی است. نوار زرد رنگ نیز بر نور خورشید دلالت دارد.
درفش مدنی(برای کشتی‌های تجاری) و درفش سیاسی (برای شناورهای غیر نظامی دولت) به ترتیب پرچم‌هایی قرمز و آبی هستند که پرچم ملی در گوشهٔ آن جای دارند.
درفش نیروی دریایی(برای شناورهای انتظامی) که بر پایهٔ پرچم بریتانیا است و پرچم ملی در گوشهٔ آن جای دارند.

## گونه‌های مختلف

درفش مدنی
درفش دولت
درفش خدمات مشتریان
درفش نیروی دریایی